# رومبیولو
رومبیولو (به ایتالیایی: Rombiolo) یک کومونه در ایتالیا است که در استان ویبو والنتیا واقع شده‌است.

## خصوصیات
رومبیولو ۲۲٫۸۱ کیلومترمربع مساحت و ۴٬۷۳۰ نفر جمعیت دارد و ۴۶۰ متر بالاتر از سطح دریا واقع شده‌است.